# Jezus in het huis van Simon

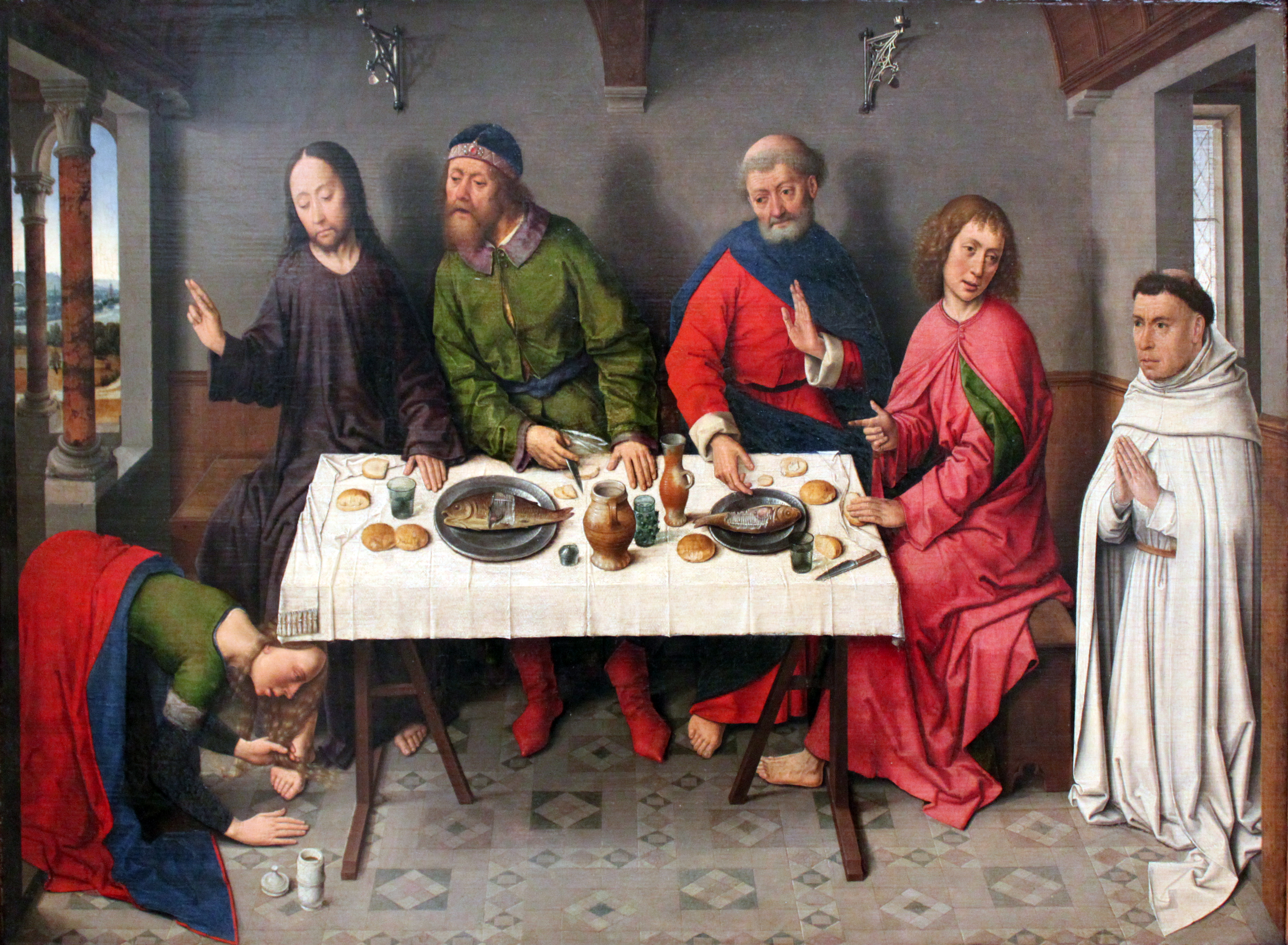
Origineel

Jezus in het huis van Simon is een laatgotisch olieverfschilderij op houten paneel toegeschreven aan Dirk Bouts. Het werk wordt gedateerd in de jaren 1440 en bevindt zich in de collectie van de Staatliche Museen zu Berlin (Gemäldegalerie). Van dit werk bestaat een kopie die wordt toegeschreven aan Bouts' zoon Albrecht Bouts en die zich bevindt in de collectie van het Oldmasters Museum in Brussel.

## Voorstelling
Het bezoek van Jezus aan het huis van Simon de Farizeeër wordt verteld in de vier evangeliën en staat ook opgetekend in de Legenda aurea van Jacobus de Voragine. Het tafereel stelt de eetkamer van Simon voor. Simon als gastheer zit centraal achter de tafel met aan zijn ene hand Christus en aan zijn andere hand de apostelen Petrus en Johannes. Onder tafel droogt een rijk geklede vrouw de voeten van Christus met haar haren nadat ze die eerst met haar tranen heeft bevochtigd. Naast haar staat balsem. In de evangeliën bleef de vrouw anoniem, enkel Johannes noemde haar Maria. In de middeleeuwse traditie wordt deze Maria geïdentificeerd met Maria Magdalena. De apostelen kijken afkeurend naar de vrouw voor de verkwisting van de kostbare balsem maar zullen hiervoor door Jezus worden terechtgewezen. Naast de apostelen is in een hoek een andere figuur afgebeeld, in het originele werk de knielende opdrachtgever, in de kopie een elegant geklede jongeling.
De figuren bevinden zich in een kleine kamer met een raam met zicht naar buiten. De tafeldekking met brood, vis en wijn doen de toeschouwer denken aan het Laatste Avondmaal en aan de Emmaüsgangers.
In de vijftiende eeuw was het streven van schilders om het "ware gezicht" van Jezus weer te geven sterk aanwezig. Dirk Bouts was een van de schilders die zich daarbij voor onder andere dit werk maar ook bijvoorbeeld voor zijn Salvator Mundi baseerde op de voorstelling en beschrijving van Jezus in de - vervalste - brief van Lentulus.

## Origineel werk
Het originele werk heeft een formaat van 40,5 cm op 61 cm. Door de meeste kunsthistorici wordt het werk toegeschreven aan Dirk Bouts. Kunsthistoricus Wolfgang Schöne schreef het echter toe aan zijn zoon Dirk Bouts de Jongere. Het werk wordt over het algemeen gedateerd in de jaren 1440 en dus als een vroeg werk van Dirk Bouts. Hiervoor wordt verwezen naar de overeenkomsten met werken van Aelbert van Ouwater. De opdrachtgever, knielend in de rechterhoek van het werk, is afgebeeld als dominicaan maar is verder niet geïdentificeerd. Johannes, afgebeeld als jongeling, kijkt naar de opdrachtgever en lijkt hem zijn zegen te geven.

## Kopie van Albrecht Bouts

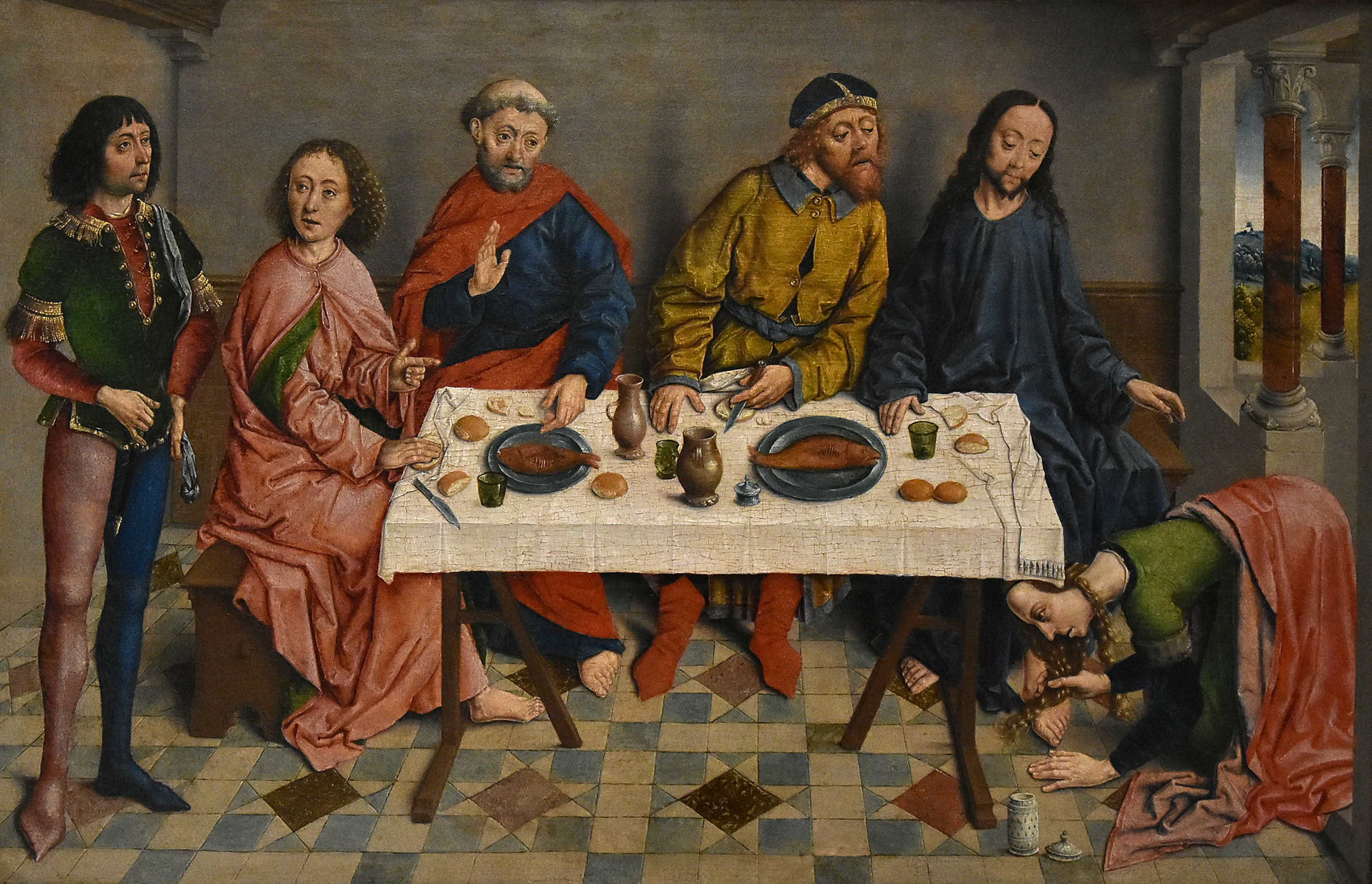
Kopie in spiegelbeeld

Het werk van Albrecht Bouts is een kopie met dezelfde afmetingen maar in spiegelbeeld. Het is mogelijk dat Albrecht Bouts werkte op basis van een ontwerptekening op papier die hij in spiegelbeeld overzette op het houten paneel. Uit het testament van Dirk Bouts blijkt dat hij schildersmateriaal heeft nagelaten aan zijn beide zonen. Max Jakob Friedländer ziet daarom het schilderij als een vroeg werk van Albrecht Bouts uit zijn leertijd.
De kopie verschilt op enkele punten van het origineel. De knielende opdrachtgever is vervangen door een elegant geklede jongeling. Georges Hulin de Loo herkent hierin een zelfportret van de schilder. De afgebeelde kamer is minder rijkelijk: ze is niet gewelfd, de vloertegels zijn eenvoudiger van ontwerp, meubelstukken zijn weggelaten en er is geen deur in de muur tegenover het raam. Het zegenend gebaar van Christus is weggelaten, wellicht omdat hij wegens het omkeren van het model anders met de linkerhand zou zegenen.
Het schilderij is afkomstig uit de collectie van de familie Arenberg en werd in 1873 aangekocht door de Belgische staat op een veiling.